# Dana Adam Shapiro
Dana Adam Shapiro ist ein Regisseur, Filmproduzent und Autor. Bei der Oscarverleihung 2006 wurde er für den Dokumentarfilm Murderball für den Oscar in der Kategorie Bester Dokumentarfilm nominiert.

## Leben
Von 1997 bis 1999 war er für das Fashion- und Lifestyle-Magazin Icon tätig. Anschließend arbeitete er für The New York Times Magazine und war leitender Redakteur bei der Musikzeitschrift Spin. 2005 veröffentlichte er sein erstes Buch mit dem Titel The Every Boy. Zur selben Zeit war er als Produzent und Regisseur für den Dokumentarfilm Murderball tätig, für den er 2006 für den Oscar in der Kategorie Bester Dokumentarfilm nominiert wurde. Der Film dokumentiert die Teilnahme der amerikanischen Rollstuhlrugbynationalmannschaft bei den Sommer-Paralympics 2004 in Athen. 
2007 folgte der Animationskurzfilm My Biodegradable Heart. Im Jahr 2012 veröffentlichte er sein zweites Buch mit dem Titel You Can Be Right (or You Can Be Married): Looking for Love in the Age of Divorce.
Er lebt derzeit in Venice, Kalifornien.

## Filmografie
- 2005: Murderball
- 2007: My Biodegradable Heart
- 2010: Monogamy